# My Graduation Toss
"My Graduation Toss" é o quinto single do grupo Idol Japonês Sakura Gakuin e o último com Suzuka Nakamoto que veio a graduar do grupo em março de 2013. A canção foi escrita e arranjada pelos integrantes da banda Japonêsa the brilliant green. Ele foi lançado no Japão dia 27 de fevereiro de 2013.

## Faixas
O single foi lançado em três edições: uma Regular (CD) e duas Limitadas (CD+DVD).

### CD
| Edição Regular e Edição Limitada Tipo A |                                     |         |  |
| N.º                                     | Título                              | Duração |  |
| 1.                                      | "My Graduation Toss"                |         |  |
| 2.                                      | "Magic Melody"                      |         |  |
| 3.                                      | "My Graduation Toss (Instrumental)" |         |  |
| 4.                                      | "Magic Melody (Instrumental)"       |         |  |

| Edição Limitada Tipo B |                                     |         |  |
| N.º                    | Título                              | Duração |  |
| 1.                     | "My Graduation Toss"                |         |  |
| 2.                     | "Mezase! Super Lady"                |         |  |
| 3.                     | "My Graduation Toss (Instrumental)" |         |  |
| 4.                     | "Mezase! Super Lady (Instrumental)" |         |  |

### DVD
| Edições Limitadas Tipo A e B |                         |         |  |
| N.º                          | Título                  | Duração |  |
| 1.                           | "My Graduation Toss PV" |         |  |

## Desempenho nas paradas musicais
| Tabela                                     | Melhor posição |
| ------------------------------------------ | -------------- |
| Japão (Oricon Weekly Singles Chart)        | 13             |
| Japão (TOWER RECORDS Weekly Singles Chart) | 10             |